# Gino Bartali
Gino Bartali Cavaliere di Gran Croce OMRI  (phát âm tiếng Ý: [ˈdʒiːno ˈbartali]; 18 tháng 7 năm 1914 - 5 tháng 5 năm 2000), có biệt danh là Gino the Pious và (ở Ý) Ginettaccio, là một tay đua xe đạp đường trường người Ý đã giành nhiều chức vô địch. Ông là tay đua xe đạp người Ý nổi tiếng nhất trước Chiến tranh thế giới thứ hai, đã hai lần vô địch Giro d'Italia vào các năm 1936 và 1937 và Tour de France năm 1938. Sau chiến tranh, ông có thêm một lần chiến thắng trong mỗi giải đua trên: Giro d'Italia năm 1946 và Tour de France năm 1948. Chiến thắng Tour de France thứ hai và cuối cùng của ông vào năm 1948 đã mang lại cho ông kỷ lục khoảng cách lớn nhất giữa các chiến thắng trong các giải đua xe đạp.
Vào tháng 9 năm 2013, 13 năm sau khi ông qua đời, Bartali được Yad Vashem công nhận là " Người dân ngoại công chính" vì những nỗ lực của ông trong việc cứu trợ người Do Thái trong Thế chiến II.